# Mohamed Salem Al-Tunaiji
Mohamed Rached Salem Al-Tunaiji (ar. محمد راشد سالم الطنيجي; ur. 6 października 1969) – emiracki lekkoatleta (średniodystansowiec), olimpijczyk.
Brał udział w Letnich Igrzyskach Olimpijskich 1992 w Barcelonie. Wystąpił w eliminacyjnym biegu na 800 metrów, w którym zajął przedostatnie 7. miejsce (z wynikiem 1:53,91). Łącznie wyprzedził w eliminacjach 11 zawodników (na 59 startujących).
Rekord życiowy w biegu na 800 m – 1:50,70 (1994, Troisdorf). Wynik ten przez ponad 15 lat był rekordem Zjednoczonych Emiratów Arabskich.